# Dušan Vemić
Dušan Vemić (Cirílico: Душан Вемић; Zadar, Yugoslavia, 17 de junio de 1976) es un tenista profesional serbio. Tiene su residencia en la ciudad de Belgrado.
Ha sido finalista del Torneo de Los Ángeles en 2008 junto al estadounidense Travis Parrott.